# Marion Weissenberger-Eibl
Marion Weissenberger-Eibl (* 1966 in Deutschland) ist eine deutsche Ingenieurin, Hochschullehrerin am Karlsruher Institut für Technologie und seit 2007 Leiterin des Fraunhofer-Instituts für System- und Innovationsforschung (ISI).

## Leben
Nach ihrem Abitur am Gymnasium Traunreut absolvierte Weissenberger-Eibl eine Ausbildung zur Bekleidungsschneiderin. Im Anschluss studierte sie Bekleidungstechnik an der Fachhochschule Albstadt-Sigmaringen sowie 1997 BWL an der Ludwig-Maximilians-Universität München. Im Jahr 2000 promovierte sie an der Technischen Universität München zum Thema Wissensmanagement als Instrument der strategischen Unternehmensführung in Unternehmensnetzwerken.
Von 1997 bis 2003 war Weissenberger-Eibl wissenschaftliche Mitarbeiterin und Forschungsbereichsleiterin am Lehrstuhl für Betriebswirtschaftslehre mit Schwerpunkt Logistik der TU München. 2003 habilitierte sie an der Fakultät für Wirtschaftswissenschaften mit der Arbeit Unternehmensentwicklung und Markt-Struktur-Innovation – Perspektiven eines nachhaltigen Managementmodells. Sie lehrte an der Universität St. Gallen, der Technischen Universität München und der Universität Kassel. 
Seit 2007 ist Weissenberger-Eibl Institutsleiterin des Fraunhofer-Instituts für System- und Innovationsforschung ISI. Seit 2013 ist sie Inhaberin des Lehrstuhls Innovations- und TechnologieManagement am Institut für Entrepreneurship, Technologie-Management und Innovation (ENTECHNON) des Karlsruher Instituts für Technologie (KIT).Weissenberger-Eibl ist Mitglied einer Vielzahl von nationalen und internationalen wissenschaftlichen Gesellschaften und Verbänden. Sie begleitete den Expertendialog von Bundeskanzlerin Angela Merkel und ist aufgrund ihrer wissenschaftlichen Verdienste als Innovationsforscherin Mitglied der Deutschen Akademie der Technikwissenschaften (acatech).
2014 wurde Weissenberger-Eibl Mitglied des Deutsch-Chinesischen Dialogforums, zudem moderierte sie im Internationalen Deutschlandforum die Themengruppe „Die Zukunft braucht ganzheitliche Lösungen“. Seit 2017 ist sie im Strategiedialog „Automobilwirtschaft Baden-Württemberg“ und dem Lenkungskreis der Wissenschaftsplattform Nachhaltigkeit 2030 der Bundesregierung tätig.
Weissenberger-Eibl engagiert sich in der Strukturkommission für die Neugründung der Universität Nürnberg sowie im Hochschulrat der Universität Heidelberg. Seit 2018 sitzt sie im Kuratorium des Deutschen Studienpreises.

### Forschungsschwerpunkte
Zu den Themen ihrer Forschung zählen:
- Management von Innovationen und Technologien[5]
- Roadmapping
- Strategische Technologie-Vorausschau und -Planung
- Unternehmensnetzwerke
- Wissensmanagement[4][6]

## Mitgliedschaften
- Aufsichtsrat der Heidelberg Materials AG seit 3. Juli 2012[7]
- Aufsichtsrat MTU Aero Engines AG seit 3. Mai 2013
- Aufsichtsrat(Vermittlungsausschuss) der Rheinmetall AG seit 10. Mai 2016
- Verbands der Hochschullehrer für Betriebswirtschaft e.V. – Mitglied
- European Academy for Management (EURAM) – Mitglied[8]

## Auszeichnungen
- 2001 wurde Weissenberger-Eibl der Preis „Gute Lehre 2001“ der Fakultät Wirtschafts- und Sozialwissenschaften an der Technischen Universität München verliehen.[9]
- 2003 erhielt Weissenberger-Eibl eine Auszeichnung für die Mitarbeit im Gründungsprozess der neuen „Fakultät für Wirtschaftswissenschaften“ und den Aufbau des Studiengangs „Technologie- und Managementorientierte Betriebswirtschaftslehre“ durch den Präsidenten der Technischen Universität München (TUM).[9]
- 2011 erhielt Weissenberger-Eibl die Auszeichnung zu einer der „25 einflussreichsten Ingenieurinnen Deutschlands“, verliehen vom deutschen Ingenieurinnenbund.[10]
- Im Januar 2016 wurde Weissenberger-Eibl eine Auszeichnung für die Forschung zu Unternehmens- und regionalen Innovationsnetzwerken und den Beitrag zur verstärkten Kooperation zwischen Wissenschaft und Wirtschaft durch den Stifterverband für die Deutsche Wissenschaft verliehen.[9]
- Im Februar 2016 wurde Weissenberger-Eibl die „Lehrauszeichnung“ für die Vorlesung Innovationsmanagement (SS 2015) „Konzepte. Strategien und Methoden“ vom Karlsruher Institut für Technologie (KIT) verliehen.[9]
- 2018 erhielt Weissenberger-Eibl die Auszeichnung „Deutschlands Top-Aufsichtsrätinnen“, verliehen vom Manager Magazin.[11]
- 2024: Rudolf-Diesel-Medaille für Beste Innovationsförderung[12]

## Veröffentlichungen
- Wissensmanagement als Instrument der strategischen Unternehmensführung in Unternehmensnetzwerken. TCW, München 2000, ISBN 3-934155-34-0.
- Unternehmensentwicklung und Nachhaltigkeit: [Innovation, Wertsteigerung, Strategie]. Cactus-Group-Verlag, Rosenheim 2003, ISBN 3-937289-00-3.
- Wissensmanagement in Unternehmensnetzwerken. Cactus-Group-Verlag, Kassel 2006, ISBN 3-937289-03-8.
- Innovationssysteme in Mittel- und Osteuropa: Akteure, Aktionsfelder, Länderprofile. Cactus-Group-Verlag, Kassel 2007, ISBN 978-3-937289-04-5.
- Innovation – Technologie – Entrepreneurship: Gestaltungssystem der frühen Phase des Innovationsprozesses. Cactus-Group-Verlag, Kassel 2013, ISBN 978-3-937289-11-3.
- Zukunftsvision Deutschland, Innovation für Fortschritt und Wohlstand. Springer Gabler, 1. Aufl. Juni 2019. ISBN 978-3-662-58794-2.